# جواد هروی
جواد هروی (زاده ۱۳۴۵ در مشهد) محقق، نویسنده، سیاست‌مدار مستقل ایرانی و سخنگو و عضو شورای مرکزی حزب اعتدال و توسعه است. وی نماینده قائنات و زیرکوه در دوره نهم مجلس شورای اسلامی بود و درحال حاضر دانشیار گروه تاریخ دانشگاه علوم و تحقیقات تهران و عضو هیئت مدیره انجمن ایرانی تاریخ می باشد.

## رزومه علمی و سوابق اجرایی
جواد هروی پس از اتمام دوران تحصیلات ابتدایی تا اخذ دیپلم اقتصاد اجتماعی، تحصیلات دانشگاهی خود را در مشهد در کارشناسی تاریخ در دانشگاه فردوسی ادامه داد و بلافاصله با اخذ فوق لیسانس تاریخ، به عضویت هیأت علمی دانشگاه آزاد اسلامی بجنورد درآمد. نخستین کتاب‌ها و مقالات علمی خود را نیز در مشهد در همین ایام منتشر ساخت. چاپ نخستین کتاب وی با نام ایران در زمان سامانیان در سال ۱۳۷۱ از سوی نشر نوند مشهد صورت گرفت . این کتاب مورد استقبال مردم تاجیکستان هم قرار گرفت و به خط سریلیک روسی توسط پروفسور سفر سلیمانی برگردانده شد.  او در سال 1379 فارغ التحصیل ممتاز دوره دکتری تاریخ سیاسی شد و استادیار دانشگاه شد. از سال۱۳۸۰ کتاب تاریخ سامانیان (عصر طلایی ایران بعد از اسلام) نوشته جواد هروی از سوی انتشارات امیرکبیر چهار بار منتشر شد. 
در سال1382 به مناسبت سال امام علی (ع)، وی کتاب امام علی (ع) و ایران را توسط انتشارات پژوهش توس در مشهد منتشر نمود.  انتشار مجله پژوهش‌نامه تاریخ که تاکنون شصت و پنج شماره آن منتشر شده است، از سال 1384 به مدیر مسئولی او منتشر گردید. در سالهای 6-1385 پژوهشگر برتر و استاد ممتاز علمی و فرهنگی در دانشگاه‌های خراسان شد. انتشار کتاب پژوهش‌هایی پیرامون عصر سامانیان از دیگر آثار وی در سال 1386 توسط انتشارات پژوهش توس بود. در سال 1388 به عضویت شورای پژوهش و انتشارات پژوهشگاه سازمان میراث فرهنگی، صنایع دستی و گردشگری کشور درآمد. کتاب روش تحقیق و پژوهش های علمی او در تاریخ در سال 1386 و 1389 ؛ و کتاب روزشمار تاریخ ایران از سقوط ساسانیان تا ظهور سامانیان در سالهای 1389 و 1392؛ و کتاب چهل داستان از تاریخ سامانیان در سالهای 1390 و 1392 از دیگر کتاب های منتشره وی توسط انتشارات امیرکبیر بود.  کتاب سیری در عالم ایران شناسی نوشته پروفسور میرزا ملا احمد در سال 1395 با تصحیح جواد هروی منتشر گردید. وی از سال 1385 تاکنون؛ عضو شورای بررسی متون و کتب گروه تاریخ پژوهشگاه علوم انسانی و مطالعات انسانی کشور بوده است. همچنین وی در سال ۱۳۸۷ به عنوان استاد نمونه کشور در دانشگاه آزاد اسلامی برگزیده و تقدیر شد.  عضویت در هیئت امنای شورای پژوهشی وزارت علوم تحقیقات و فناوری ، عضویت هیئت امنای دانشگاه آزاد اسلامی خراسان جنوبی، و عضویت در هیأت امنای دانشگاههایی چون دانشگاه زابل از دیگر سوابق علمی اوست. تأسیس و راه اندازی دانشگاه بزرگمهر قاینات در سال 1392 از دیگر تلاش های انجام شده وی قلمداد می شود. او مدیریت گروه تاریخ دانشگاه آزاد اسلامی بجنورد را از 1387-1391 بعهده گرفت.  رئیس تشکل های اسلامی-سیاسی استادان دانشگاه های آزاد اسلامی در استان خراسان شمالی در سال های متمادی و نماینده ریاست عالیه دانشگاه آزاد در استان خراسان شمالی، از دیگر فعالیت های وی بود.  او در سال 88-1387 نیز مدیریت پژوهشگاه سازمان میراث فرهنگی کشور در شمالشرق کشور را پذیرفت.

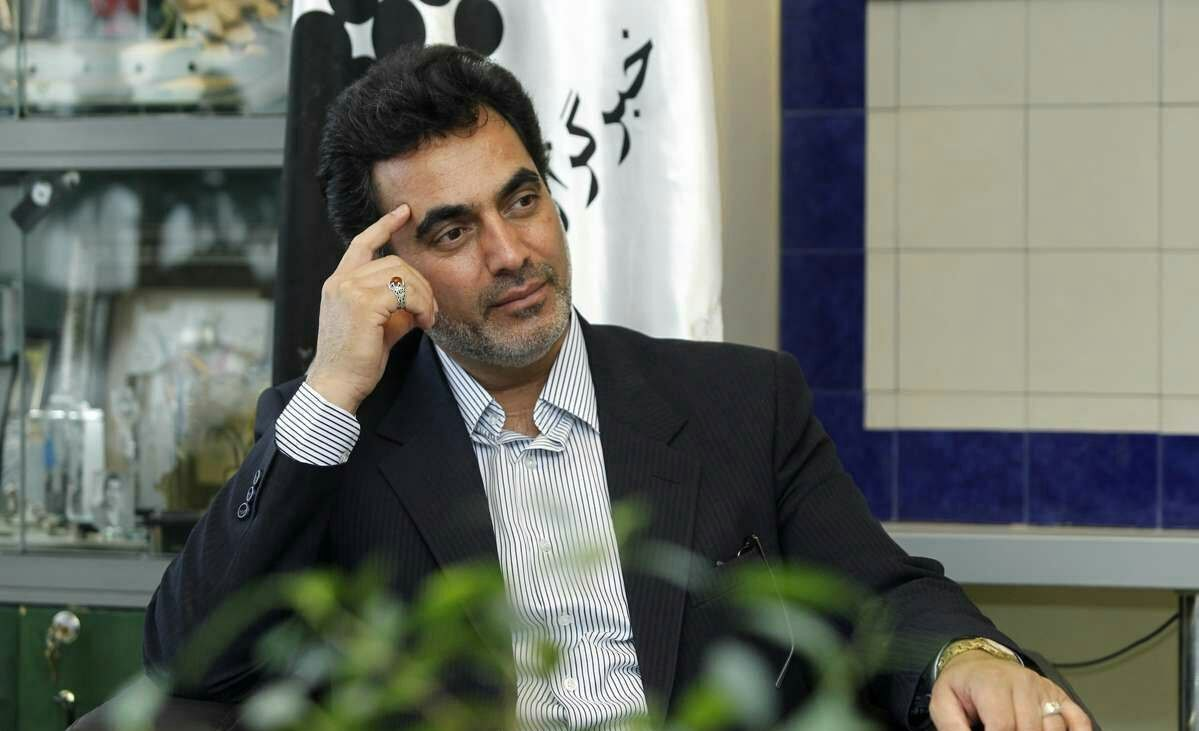

## دوران نمایندگی مجلس شورای اسلامی
در زمستان سال1390 از حوزه انتخابیه قاینات در خراسان جنوبی کاندیدای نمایندگی مجلس شورای اسلامی شد و در 7 خرداد 1391 به دوره نهم مجلس راه یافت. در آغاز به عنوان نائب رئیس کمیسیون آموزش و تحقیقات و فناوری مجلس انتخاب شد و در سه سال بعد ریاست کمیته آموزش عالی کمیسیون و همچنین ریاست کمیته ساماندهی آموزش عالی و دانشگاههای کشور را بر عهده داشت.
طی چهار سال ریاست گروه دوستی پارلمانی ایران و آلمان / ایتالیا / ایرلند / هلند را نیز برعهده داشت. همچنین ریاست فراکسیون تاریخ و توسعه گردشگری، نائب رئیس فراکسیون مناطق محروم کشور، نائب رئیس فراکسیون توسعه شرق کشور، ریاست کمیته ورزش های رزمی، و .... از دیگر مسئولیت های وی در این دوره می باشد.
جواد هروی با حکم رییس مجلس شورای اسلامی؛ عضو شورای عالی اطلاع رسانی کشور در سالهای 5-1393 شد. عضویت در شورای ملی زعفران ایران در سالهای 5-1391 از دیگر مسئولیتهای وی در این دوران بود. وی عضویت در شورای راهبردی آموزش و تحقیقات مرکز پژوهشهای مجلس شورای اسلامی در سالهای 5-1393را هم برعهده داشت. او همچنین ناظر مجلس شورای اسلامی در شورای برنامه ریزی و توسعه استان خراسان جنوبی در 94-1392؛ عضو هیات عالی نظارت بر انتخابات شوراهای اسلامی استان خراسان جنوبی3-1392؛ رییس مجمع نمایندگان استان خراسان جنوبی در مجلس شورای اسلامی 5-1394 و همچنین سرپرست هیات های اعزامی نمایندگان مجلس شورای اسلامی به کشورهای روسیه, ایرلند, آفریقای جنوبی و ژاپن بود.

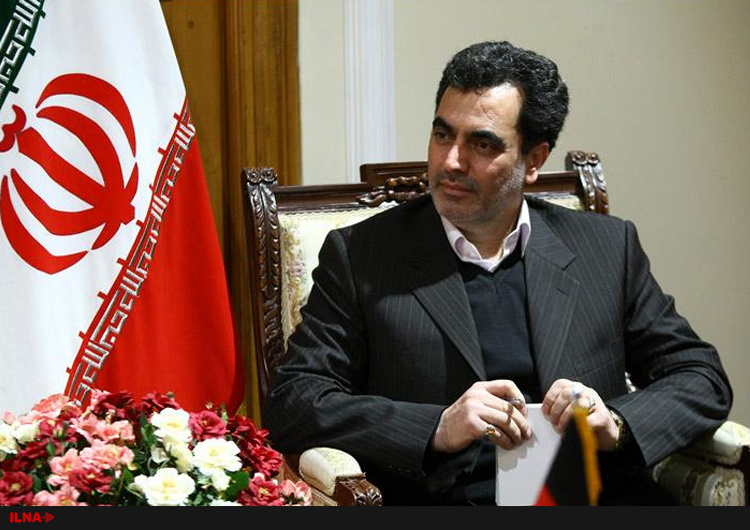

### در حال حاضر
او پس از دوره نمایندگی نیز در مرتبه مقامات سیاسی دولت؛ ابتدا به عنوان مشاور معاون پارلمانی رئیس جمهور در سال 1395؛ و مدیرکل حوزه معاونت پارلمانی ریاست جمهوری6-1395 ؛ و سپس معاون نظارت و هماهنگی معاون پارلمانی رئیس جمهور 1400-1396 منصوب شده است.
وی عضویت شورای پژوهشی کتابخانه، مرکز اسناد و موزه مجلس شورای اسلامی 1396-1397 را نیز در کارنامه خویش دارد. وی در حال حاضر دانشیار گروه تاریخ دانشگاه علوم و تحقیقات تهران می باشد و به کار پژوهش مشغول می باشد.
- همچنین وی در زمینه سیاسی، عضویت در شورای مرکزی حزب اعتدال و توسعه و نیز سخنگوی حزب اعتدال و توسعه می باشد.
- در زمینه پژوهشی نیز عضویت هیئت مدیره انجمن ایرانی تاریخ، زیر نظر کمیسیون های علمی وزارت علوم، تحقیقات و فناوری را برعهده دارد.نطق جواد هروی در مجلس شورای اسلامی

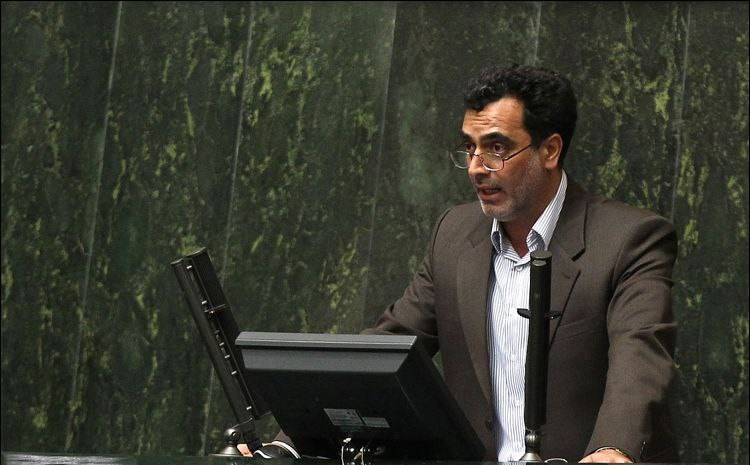
نطق جواد هروی در مجلس شورای اسلامی

## تألیفات
- تاریخ سامانیان- عصر رنسانس ایرانی اسلامی (مناسباتب خارجی، فرهنگ و سیاست در حکومت سامانیان)

The History of Samanids (Iranian Islamic Renaissance era) Foreign relations, politics and culture in Samanid dynasty

تاریخ سامانیان- عصر رنسانس ایرانی اسلامی (مناسباتب خارجی، فرهنگ و سیاست در حکومت سامانیان)

- کتاب تاریخ سامانیان ( عصر طلایی ایران بعد از اسلام) همراه اصلاحات و اضافات

The History of Samanids (The Golden age of Iran after Islam)

تاریخ سامانیان-عصر طلایی ایران بعد از اسلام همراه اصلاحات و اضافات

- تاریخ_سامانیان_(_عصر_طلایی_ایران_بعد_از_اسلام)-ویرایش قدیم.

تاریخ_سامانیان_(_عصر_طلایی_ایران_بعد_از_اسلام)-ویرایش قدیم

امام علی ع و ایران

- کتاب، امام علی (ع) و ایران - IMAM ALI AND IRANامام علی ع و ایرانکتاب، سیری در عالم ایران شناسی ( تصحیح کتاب پروفسور میرزا ملا احمد از سریلیک روسی به فارسی) - A review in the world of Iranian studies
- کتاب، پژوهشهایی پیرامون عصر سامانیان - Researches about the Samanids dynastyپژوهشهایی پیرامون عصر سامانیان

پژوهشهایی پیرامون عصر سامانیان

- کتاب، چهل داستان از تاریخ سامانیان - Forty stories from Samanids Historyچهل داستان از تاریخ سامانیان

چهل داستان از تاریخ سامانیان

- کتاب، روزشمار تاریخ ایران از سقوط ساسانیان تا ظهور سامانیان - Chronology of Iran's history from the fall of the Sassanids to the rise of the Samanidss
- کتاب، روش تحقیق و پژوهش علمی در تاریخ - Research method and scientific research in Historyروش تحقیق و پژوهش علمی در تاریخ

روش تحقیق و پژوهش علمی در تاریخ

- کتاب، ایران در زمان سامانیان - Iran in the period of Samanidایران در زمان سامانیان

ایران در زمان سامانیان